# Orden cristiana de los últimos tiempos

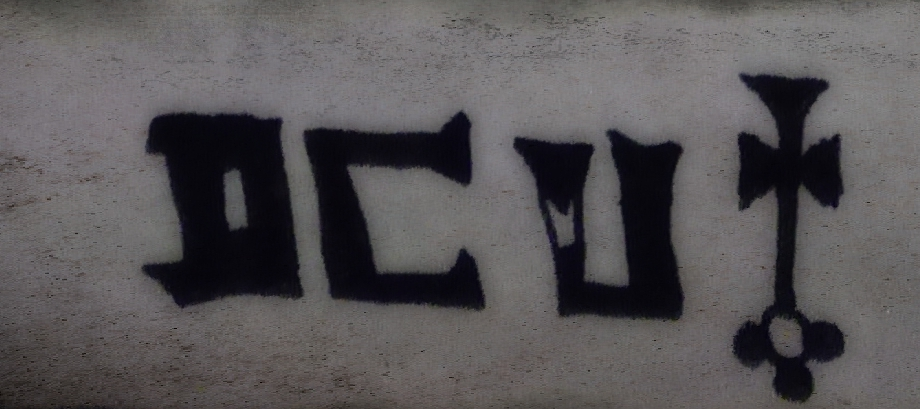

La Orden Cristiana de los Últimos Tiempos es una secta o grupo religioso de carácter iniciático, filantrópica,  y conservadora de los principios Cristianos antiguos, actualmente se considera una asociación que busca rescatar los valores inculcados por Cristo y sus Apóstoles, ya que el mundo vive en un estado de decadencia moral constante y abrumadora, por lo cual al aproximarse el fin de los tiempos proféticos, su misión es rescatar el alma de los pecadores.
La Orden suele considerarse como ultrasecreta, admitiendo generalmente a personas que posean vínculos familiares con los fundadores, y evitando cualquier tipo de filtración sobre sus actividades.

## Orígenes

### Los «Legionarios de Cristo»
La Orden fue fundada supuestamente por miembros de la Orden de Legionarios de Cristo y miembros del Opus Dei, los cuales al considerar que sus órdenes habían sido infiltradas por organizaciones Masónicas operantes, sentían la necesidad de crear una asociación hermética.
Existen muchas teorías acerca de su creación, muchos consideran que su existencia no es verídica, por la falta de pruebas que puedan acreditarla, pero de acuerdo con fuentes oficiales de la Orden, su fundación se remonta a España en 1989, cuando el Sacerdote Mexicano Augusto Martin Pliego y el Monseñor Italiano Carlo Bachelli, se reunieron en Valencia para hablar de la situación política que ocurría dentro de sus respectivas órdenes y las cuales habían sido infiltradas por organizaciones contrarias a sus ideales religiosos y espirituales, por lo cual por medio de un centenar de reuniones en las cuales participaron otros personajes, se llegó a un acuerdo mutuo entre Pliego y Bachelli; el cual consistía en que habría dos sedes, una en México y otra en Italia, y cada cual sería administrada y dirigida por cada uno, así que en septiembre de 1991 se abrieron las puertas de las respectivas sedes y comenzaron sus trabajos como Orden.

## Dos corrientes principales
Existen dos corrientes dentro de la Sede Mexicana que fomentaron su división.
Corriente Judeo-Mesiánica y Corriente Católico-Cristiana; Fue que el arquitecto Pedro Cabrera, Miembro de la orden propuso convertir la Orden del Cristianismo al Judaísmo, ya que realmente el Mesías Jesús, era Judío y por lo tanto debían ser conservadas sus tradiciones Judías, muchos miembros apoyaron la idea del arquitecto y fundaron en los años siguientes la Orden Mesiánica De Los Últimos Tiempos, a pesar de la división de estas dos órdenes, siguen conectadas y administradas por la Sede Central, la cual se desconoce su identidad.
Actualmente la Orden cuenta con 70 Sedes en todo el mundo.